# European Green Deal
European Green Deal, Den europæiske grønne aftale, der blev godkendt i 2020, er et sæt politiske initiativer fra Europa-Kommissionen med det overordnede mål at gøre Den Europæiske Union (EU) klimaneutral i 2050. Planen er at revidere hver eksisterende lov om dens klimamæssige fordele og også indføre ny lovgivning om cirkulær økonomi, bygningsrenovering, biodiversitet, landbrug og innovation.
Formanden for Europa-Kommissionen, Ursula von der Leyen, udtalte, at den europæiske grønne aftale ville være Europas "mand på månen øjeblik". Von der Leyen udnævnte Frans Timmermans til Executive Vice President for Europa-Kommissionen for den europæiske grønne aftale. Den 13. december 2019 besluttede Det Europæiske Råd at gå videre med planen med en opt-out for Polen.  Den 15. januar 2020 stemte Europa-Parlamentet for også at støtte aftalen med anmodninger om højere ambitioner.  Et år senere blev den europæiske klimalov vedtaget, som lovede, at drivhusgasemissionerne skulle være 55 % lavere i 2030 sammenlignet med 1990.

## Målsætning
Programmet indeholder følgende mål:
- Gøre 25 % af EU's landbrug økologisk inden 2030.
- Reducere brugen af pesticider med 50 % inden 2030.
- Reducere brugen af kunstgødning med 20 % inden 2030.
- Reducere udledning af næringsstoffer med mindst 50 %.
- Reducere brugen af antimikrobielle stoffer i landbruget og antimikrobielle stoffer i akvakultur med 50 % inden 2030.
- Skabe en bæredygtig fødevaremærkning .
- Reducere madspild med 50 % inden 2030.
- Dedikere €10 milliard til F&I relateret til problemet.

### Eliminering af forurening
Nulforureningshandlingsplanen, der sigter mod at blive vedtaget af kommissionen i 2021, har til hensigt at opnå stop for  forurening fra "alle kilder" ved at rense luft, vand og jord inden 2050.  Miljøkvalitetsstandarderne skal opfyldes fuldt ud, og det håndhæves at alle industrielle aktiviteter sikrer giftfrie miljøer. Landbrugs- og byindustriens vandforvaltningspolitikker vil blive gennemset for at passe til "ingen skade"-politikken. Skadelige ressourcer, såsom mikroplastik og kemikalier, såsom lægemidler, der truer miljøet, søges  erstattet for at nå dette mål.  'Jord til Bord'-strategien hjælper med at reducere forurening fra overskydende næringsstoffer og bæredygtige metoder til produktion og transport.

### Biodiversitet
En strategi omkring beskyttelse af EU's biodiversitet vil blive fremsat i 2021. Forvaltning af skove og maritime områder, miljøbeskyttelse og håndtering af spørgsmålet om tab af arter og økosystemer er alle aspekter af dette målområde. 
Restaurering af berørte økosystemer er beregnet til at ske ved at implementere økologiske landbrugsmetoder, hjælpe med bestøvningsprocesser, genoprette fritflydende floder, reducere pesticider, der skader det omgivende dyreliv og genplantning.  EU ønsker at beskytte 30 % af landet og 30 % af havet, samtidig med at der skabes strengere beskyttelsesforanstaltninger omkring nye og gamle skove . Deres mål er at genoprette økosystemer og deres biologiske niveauer.
Den officielle side for EU's biodiversitetsstrategi for 2030 citerer Ursula von der Leyen, formand for Europa-Kommissionen, der siger:
| Citat | "Making nature healthy again is key to our physical and mental wellbeing and is an ally in the fight against climate change and disease outbreaks. It is at the heart of our growth strategy, the European Green Deal, and is part of a European recovery that gives more back to the planet than it takes away." | Citat |
|       | |       |

Biodiversitetsstrategien er en væsentlig del af EU's strategi for afbødning af klimaændringer. Fra de 25 % af det europæiske budget, der vil gå til at bekæmpe klimaændringer, vil en stor del af det blive dedikeret til at genoprette biodiversitet og naturbaserede løsninger.
EU's biodiversitetsstrategi for 2030 omfatter følgende mål:
- Beskytte 30 % af havterritoriet og 30 % af landterritoriet, især primærskove og gammelskove .
- Anlæg 3 milliarder træer i 2030.
- Gendan mindst 25.000 kilometer floder, så de bliver fritflydende.
- Reducer brugen af pesticider med 50 % inden 2030.
- Øge det økologiske landbrug .
- Øge biodiversiteten i landbruget.
- Vend tilbagegangen af bestøvere.
- Give €20 milliarder om året til spørgsmålet og gøre det til en del af forretningspraksis.

I juli 2023 efter mange debatter vedtog Europa-parlamentet en version af EUs naturgenopretningslov med det formål at genoprette naturen på 20 % af EU's territorium inden 2030.

## Tekster
- European Commission (2019). The European Green Deal.
- European Commission (2019). The European Green Deal - ANNEX.
- European Commission (2020). European Green Deal Investment Plan (PDF).